# Grange dîmière

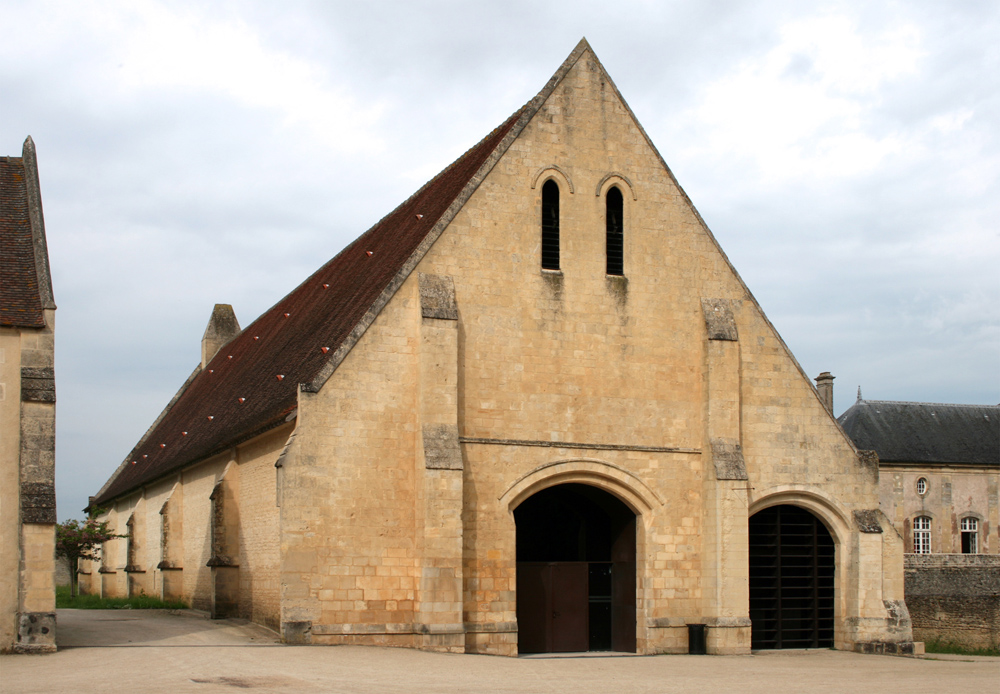
La grange aux dîmes de l'abbaye d'Ardenne à Saint-Germain-la-Blanche-Herbe (Calvados).

Une grange dîmière, grange dîmeresse ou grange aux dîmes, est un bâtiment permettant d'entreposer le résultat de la collecte de la dîme, un impôt de l'Ancien Régime en faveur de l'Église catholique (l’évêque était chargé d’en répartir le produit entre les prêtres, l’entretien des lieux de culte, lui-même et les pauvres) portant principalement sur les revenus agricoles collectés.
Bien que cet impôt puisse être versé aussi en argent, il est souvent perçu en nature : un dixième de la récolte. Il est alors serré dans de vastes granges dîmières dépendant souvent d'un monastère ou d'une autorité civile qui se charge ensuite de le redistribuer aux différents bénéficiaires de la région. Le terme est parfois utilisé improprement pour désigner des granges médiévales ayant appartenu à un seigneur ou à une abbaye exploitant en direct ses terres.

## Architecture

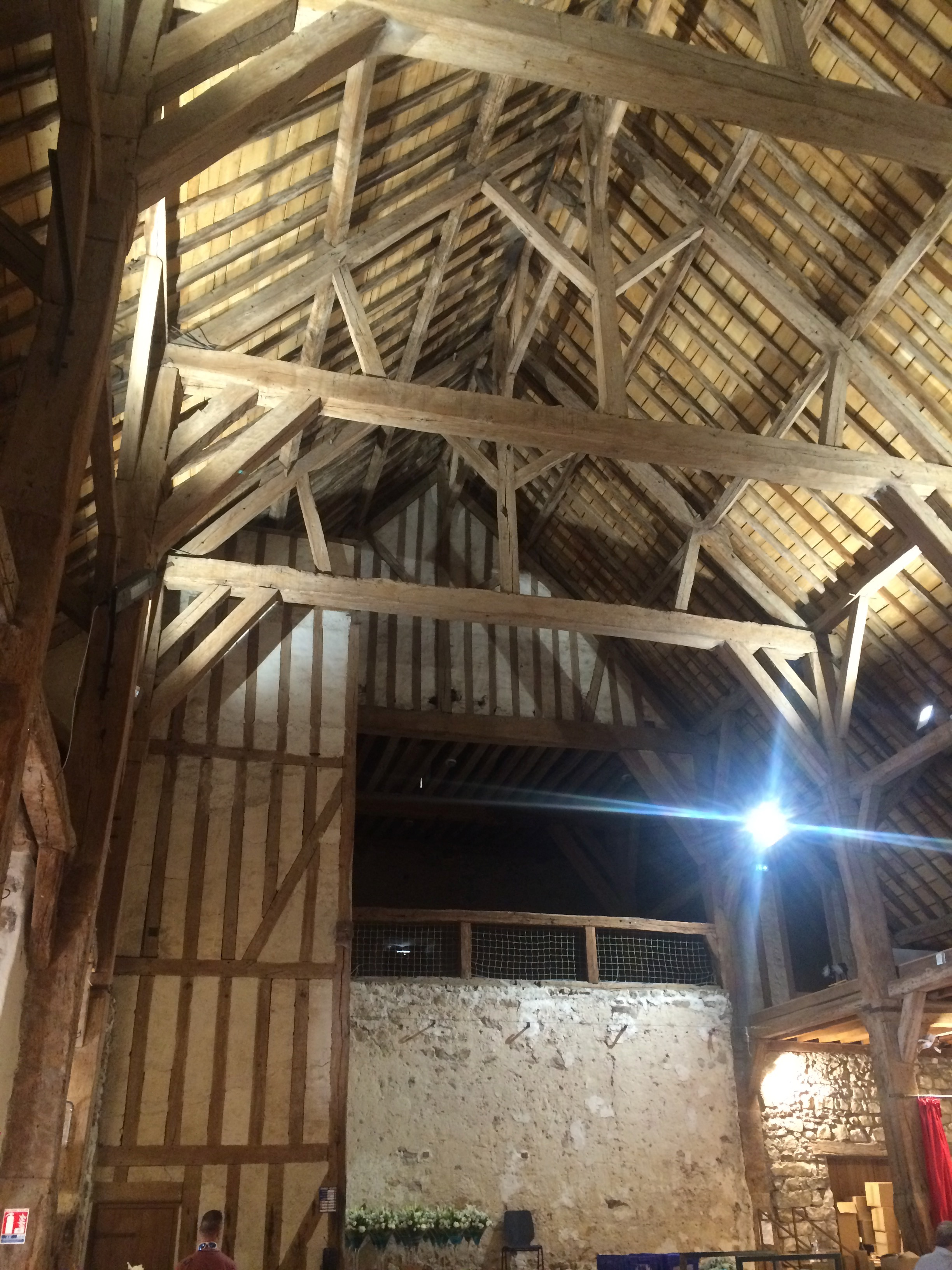
À Samoreau (France), la charpente apparente de la grange aux dîmes.

Ces édifices sont caractéristiques par leur surface importante et par leur plan rectangulaire, avec un très haut toit retombant près du sol. Les murs sont massifs et souvent équipés de contreforts.

## Liste de granges dîmières
Il subsiste un certain nombre de ces granges, datant du XIIe au XVIIIe siècle. Parmi elles, on peut citer :

### Allemagne
- La grange aux dîmes du château de Giebichenstein, dans la banlieue de Halle (Saxe-Anhalt)

### Angleterre
- Great Coxwell Barn, à Faringdon, Oxfordshire [3]
- Grange dîmière (tithebarn) à Melling, Merseyside[4]

### Belgique
- Ferme de Dhuy et grange aux dîmes à Bonneville, section de la ville belge d'Andenne dans la province de Namur[5]

- La Ferme (de la Grange) à la dîme à Mont-Saint-Guibert
- La grange dîmière de l'abbaye de Ter Doest de Lissewege (XIIIe siècle) en Flandre-Orientale
- La Grange à la dîme de la Maison de la Héna à Hermalle-sous-Huy en province de Liège
- La Grange aux dîmes de la ferme de l'abbaye de la Ramée à Jauchelette (commune de Jodoigne)
- La grange à la dîme de la ferme Germeau, située rue du Prédécipe, 7 à Marilles (Brabant wallon)[6]

### France
- La grange dîmière du prieuré du Mont-Saint-Michel[7] à Ardevon[8]
- La grange dîmière Saint-Georges (1527) de Haguenau dans le Haut-Rhin
- La grange dîmière du lieu-dit La Table à Saint Planchers
- La grange dîmière de la chartreuse de la Sylve-Bénite au Pin (XIIe siècle) dans l'Isère
- La grange dîmière d'Écouen (XIVe et XVIIe siècles) dans le Val-d'Oise[9]
- La grange aux dîmes de l'abbaye d'Ardenne à Saint-Germain-la-Blanche-Herbe (XIIe siècle) dans le Calvados
- La grange aux dîmes de Ouistreham dans le Calvados
- La grange à dîmes d'Equilly (Manche)
- La grange aux dîmes du prieuré de Longpont-sur-Orge (Essonne)[10]
- La grange aux dîmes du Bas-Samoreau (XIIIe siècle), à Samoreau, en Seine-et-Marne
- La grange aux dîmes de l'abbaye de Maubuisson à Saint-Ouen-l'Aumône (XIIIe siècle) dans le Val-d'Oise
- La grange dîmière de Tremblay-en-France (XIIIe siècle) dans la Seine-Saint-Denis
- La grange à dîmes de Montreuil-Bellay (XVe siècle) en Maine-et-Loire
- La grange aux dîmes de Wissous (XIIIe siècle) dans l'Essonne
- La grange dîmière de Chenu (XIIIe siècle) dans la Sarthe
- La grange aux dîmes de Dammarie-en-Puisaye (Loiret)[11]
- La grange dîmière de l'ancienne abbaye de Maroilles (1735) dans le Nord
- La grange dîmière de Wallers, en briques, dans le Nord[12],[13]
- La grange de Meslay de Parcay-Meslay, en Indre-et-Loire
- La grange des salons de la rayniere Saint-Antoine du Rocher en Indre et Loire
- La grange aux dîme de Fondettes, en Indre-et-Loire
- La grange aux dîmes de La Vineuse sur Fregande, en Saône-et-Loire
- La grange aux dîmes de Chaumont-Porcien, dans les Ardennes
- La grange aux dîmes de Chevroches dans la Nièvre
- La Grange dimière de Cambrai dans le Nord
- La grange aux dîmes d'Heurteauville dans la Seine-Maritime[14]

### Suisse
- La grange des Dîmes de Duillier (XVIIIe siècle) dans le canton de Vaud

## Galerie de photos

Quelques granges dimières
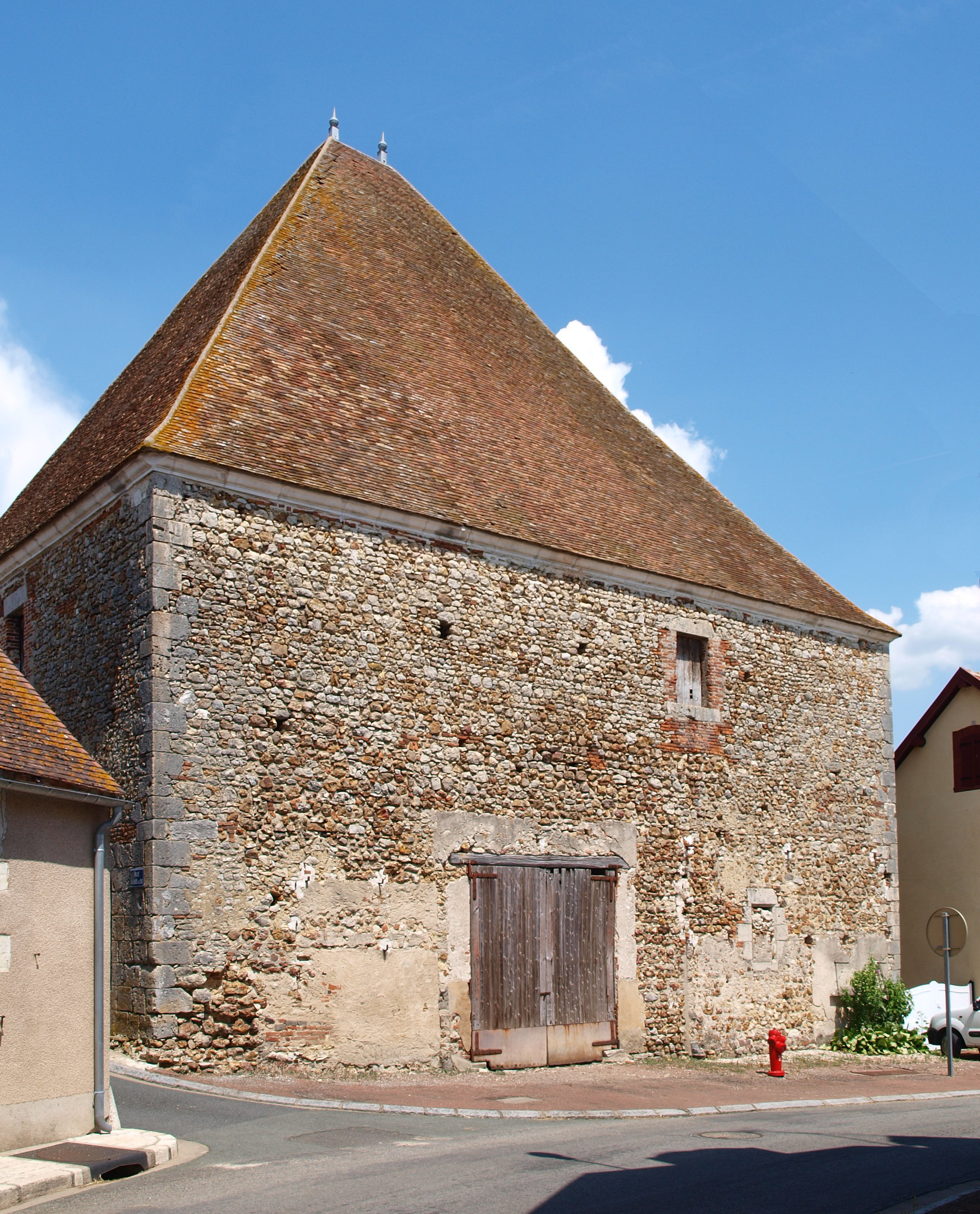
À Dammarie-en-Puisaye (Loiret, France).
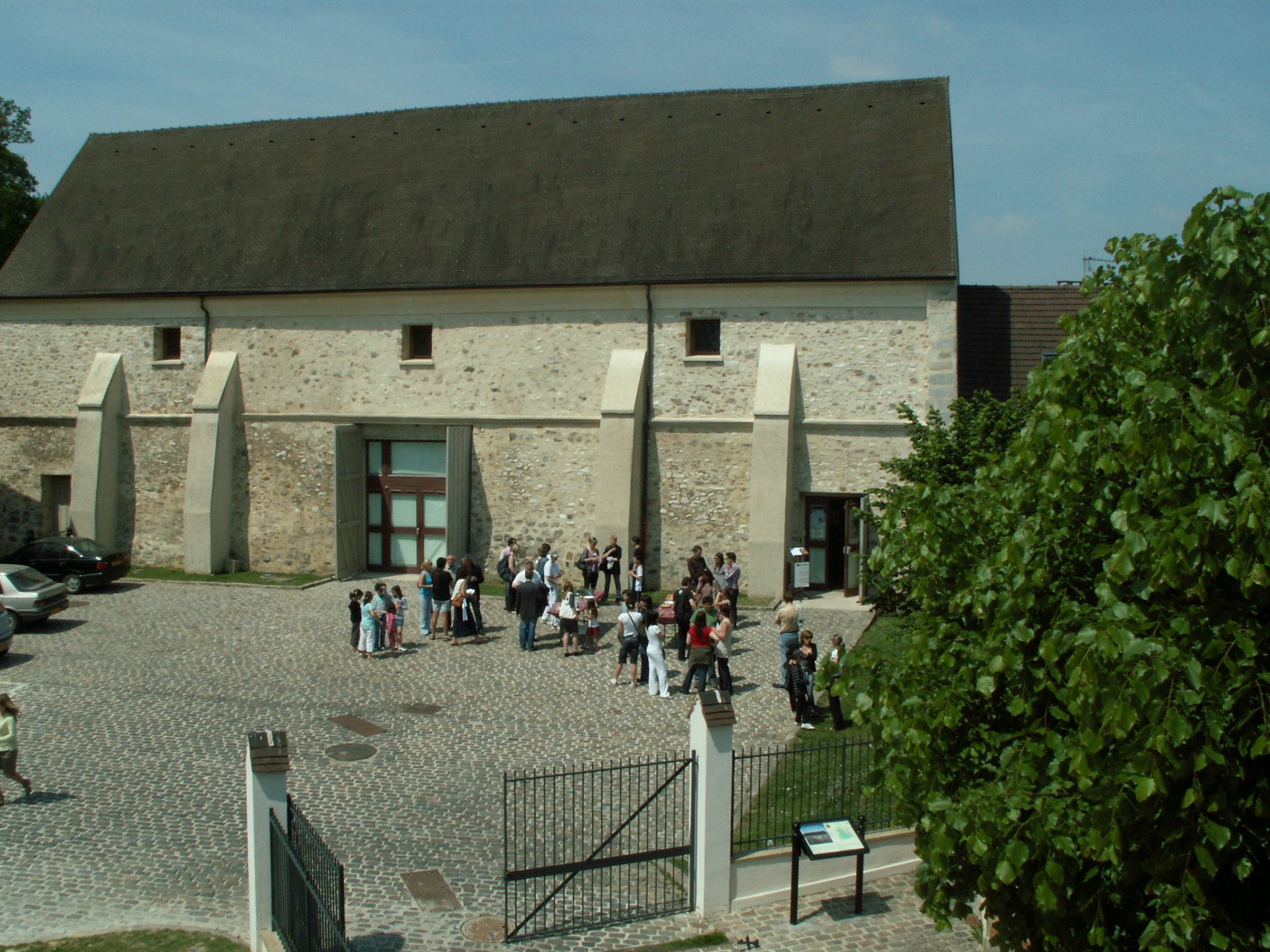
À Écouen (Val-d'Oise, France).
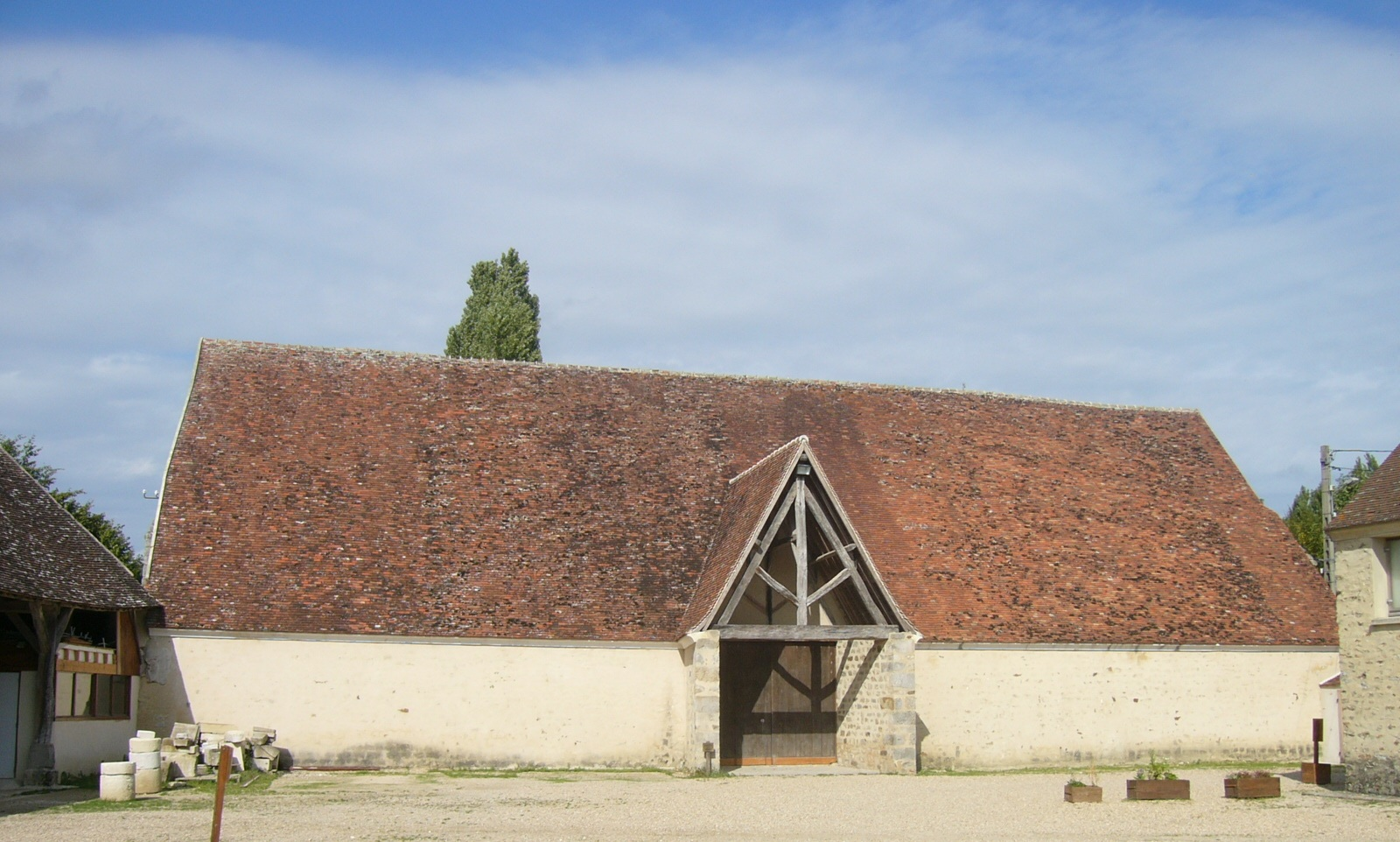
À Coulommiers (Seine-et-Marne, France).
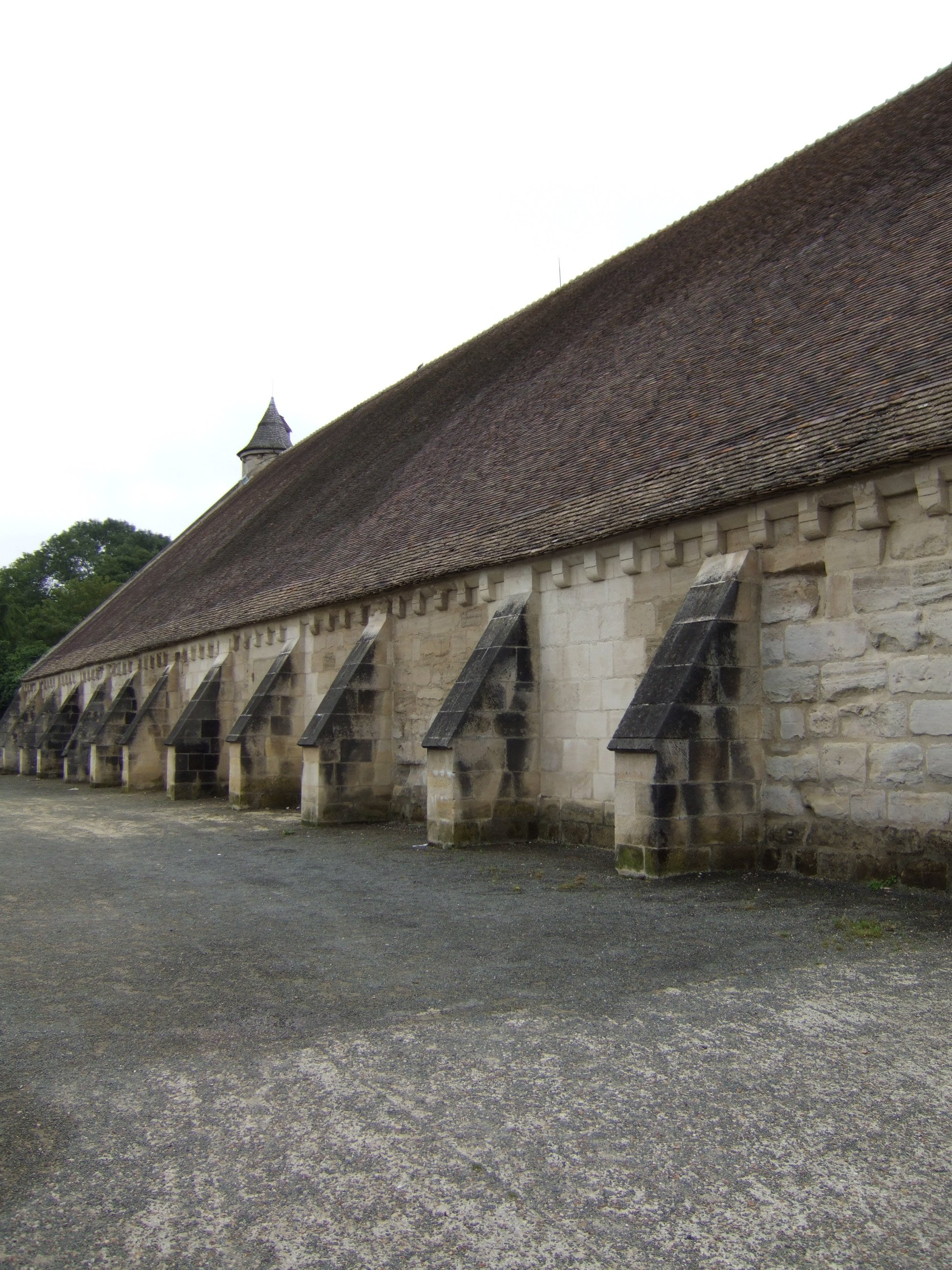
À Maubuisson (Val-d'Oise, France).
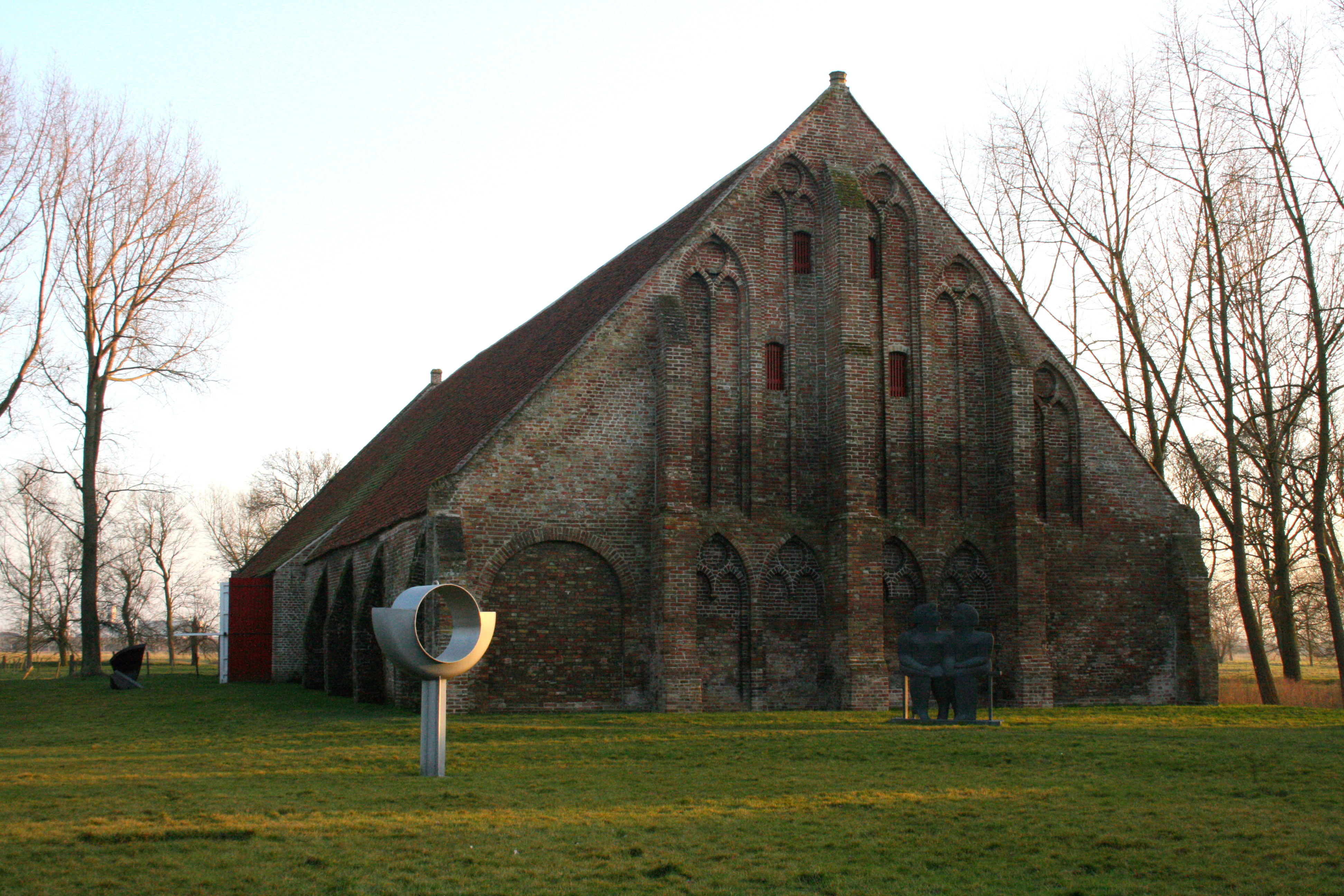
À Ter Doest (Belgique).
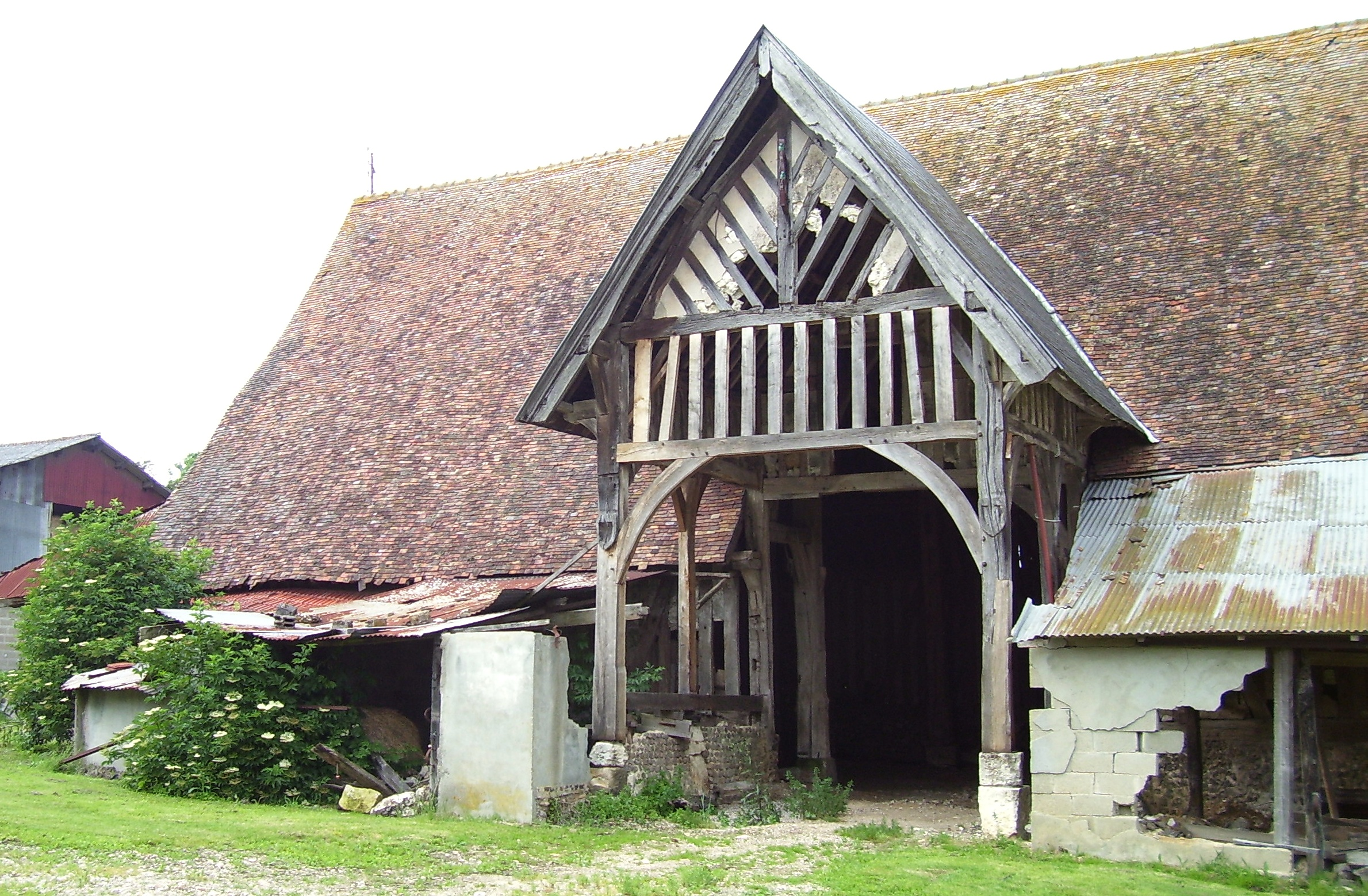
À Aclou (Eure, France).
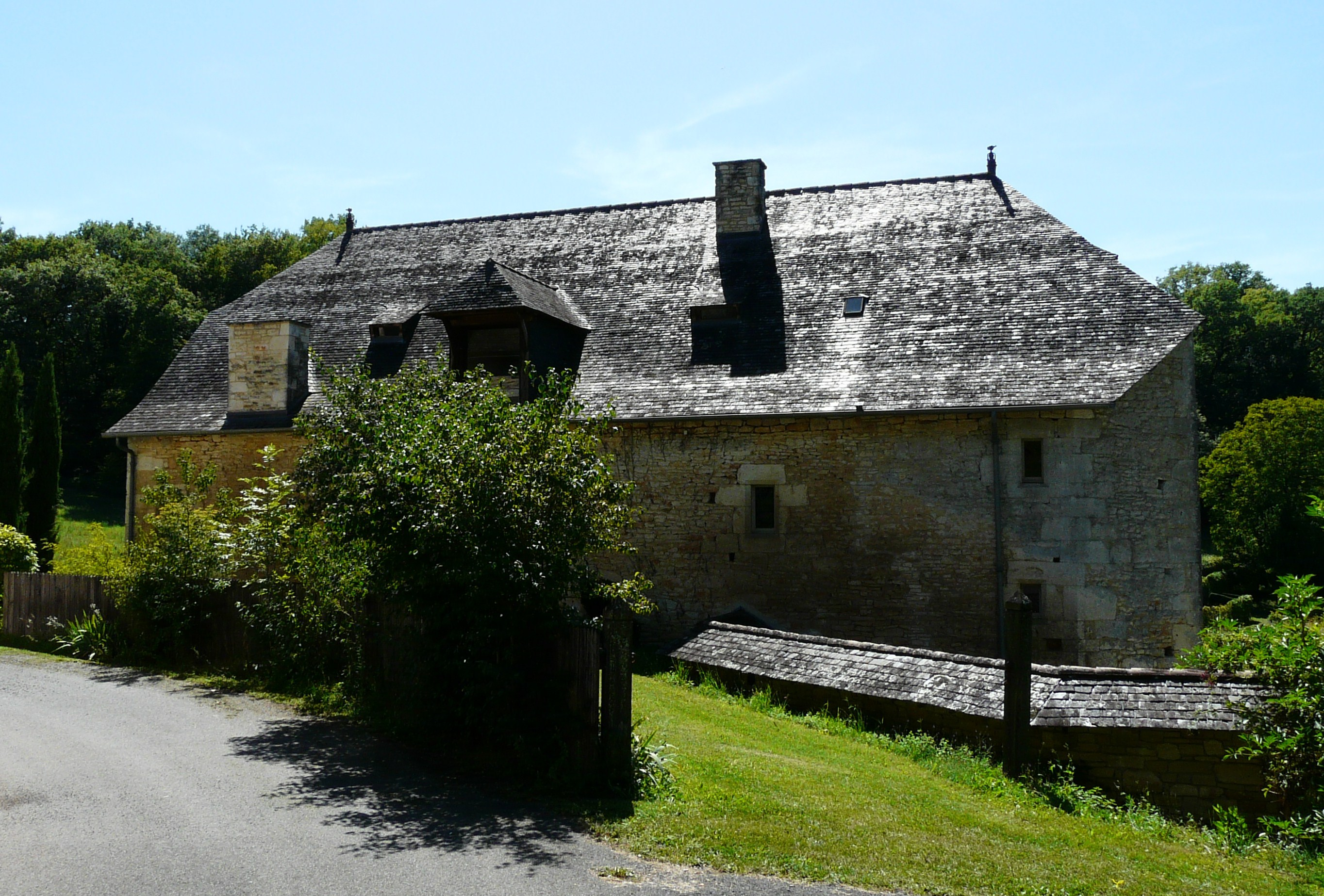
À La Cassagne (Dordogne, France).
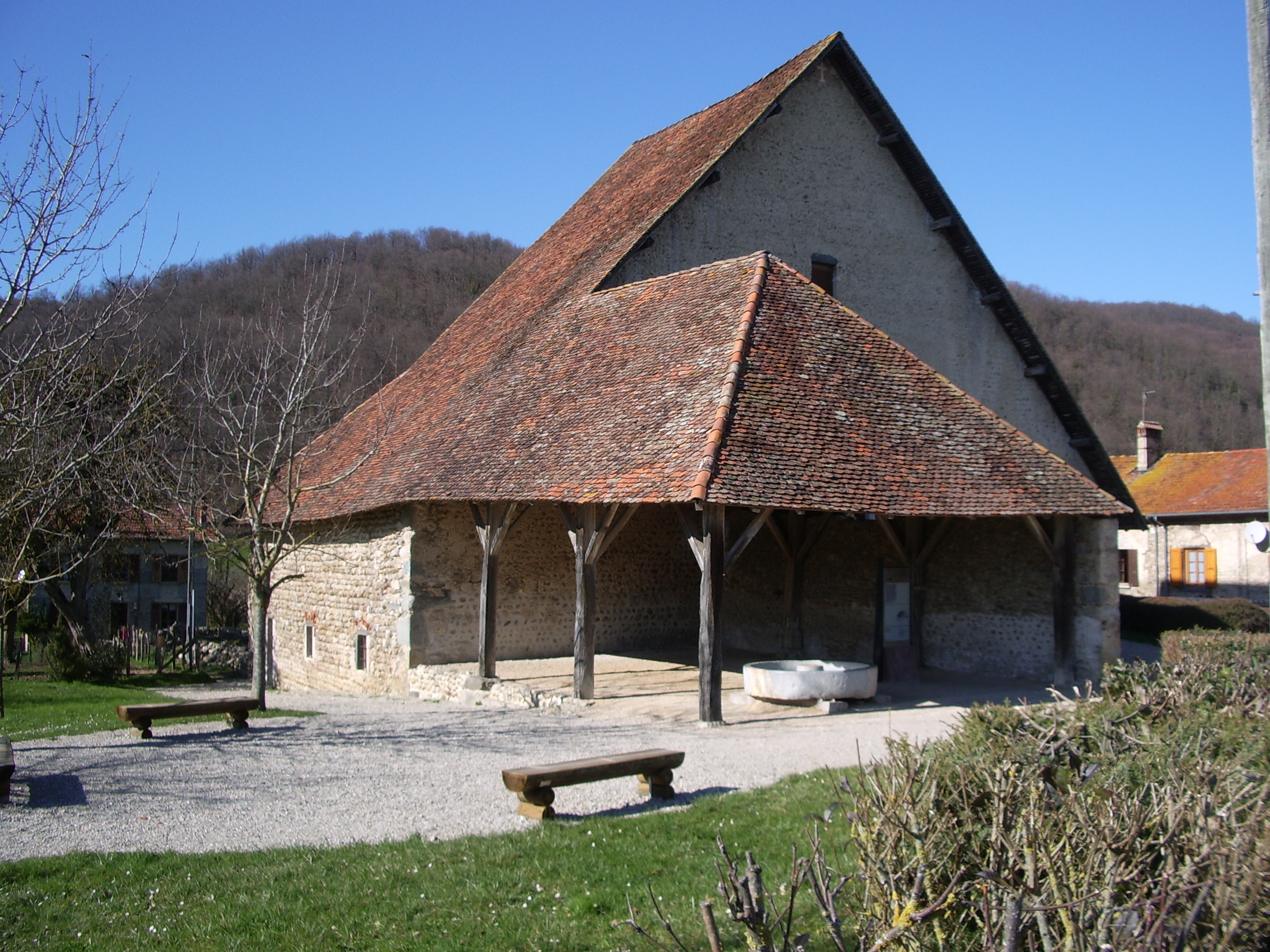
À Le Pin (Isère, France).
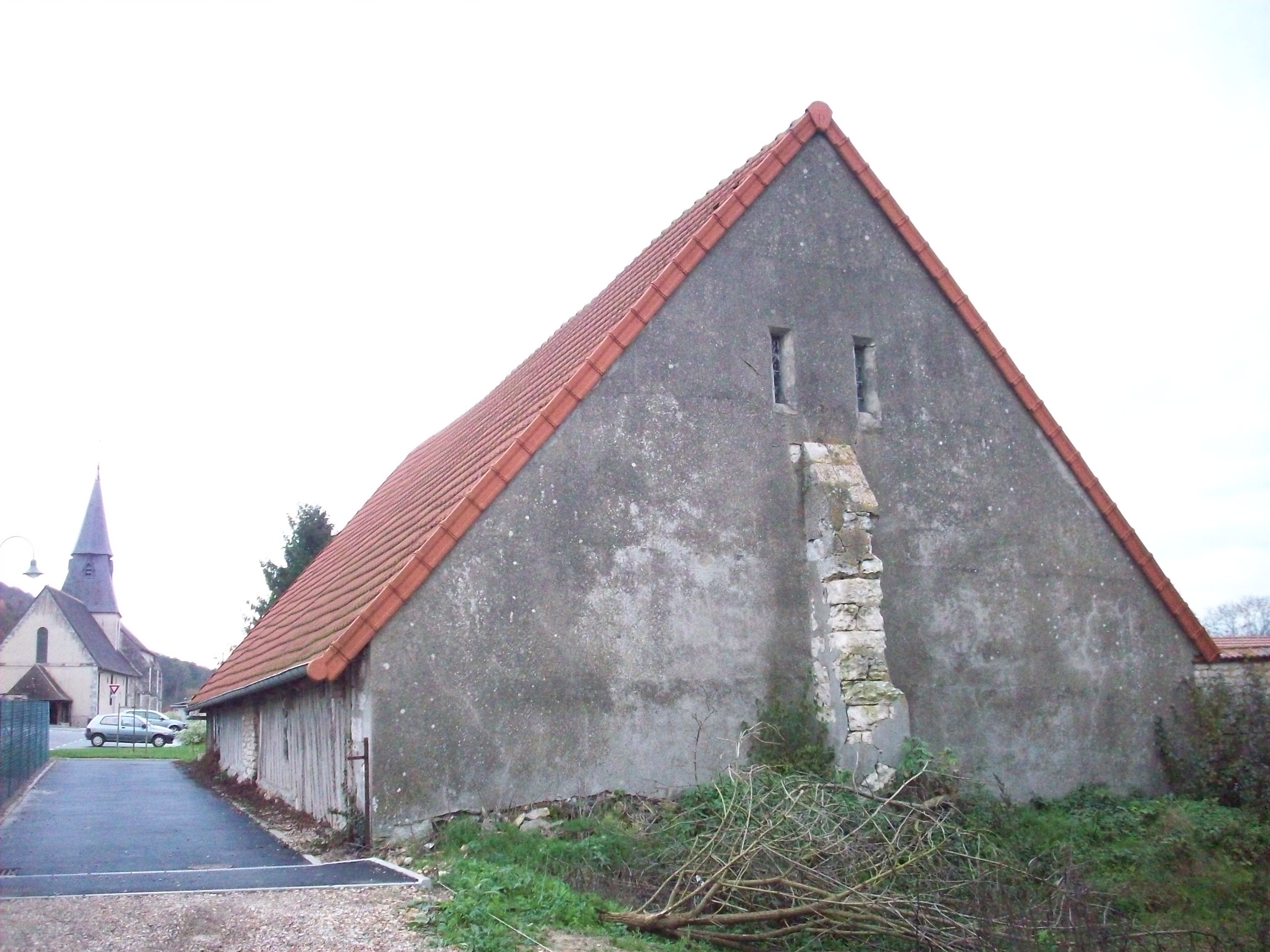
À Romilly-sur-Andelle (France).
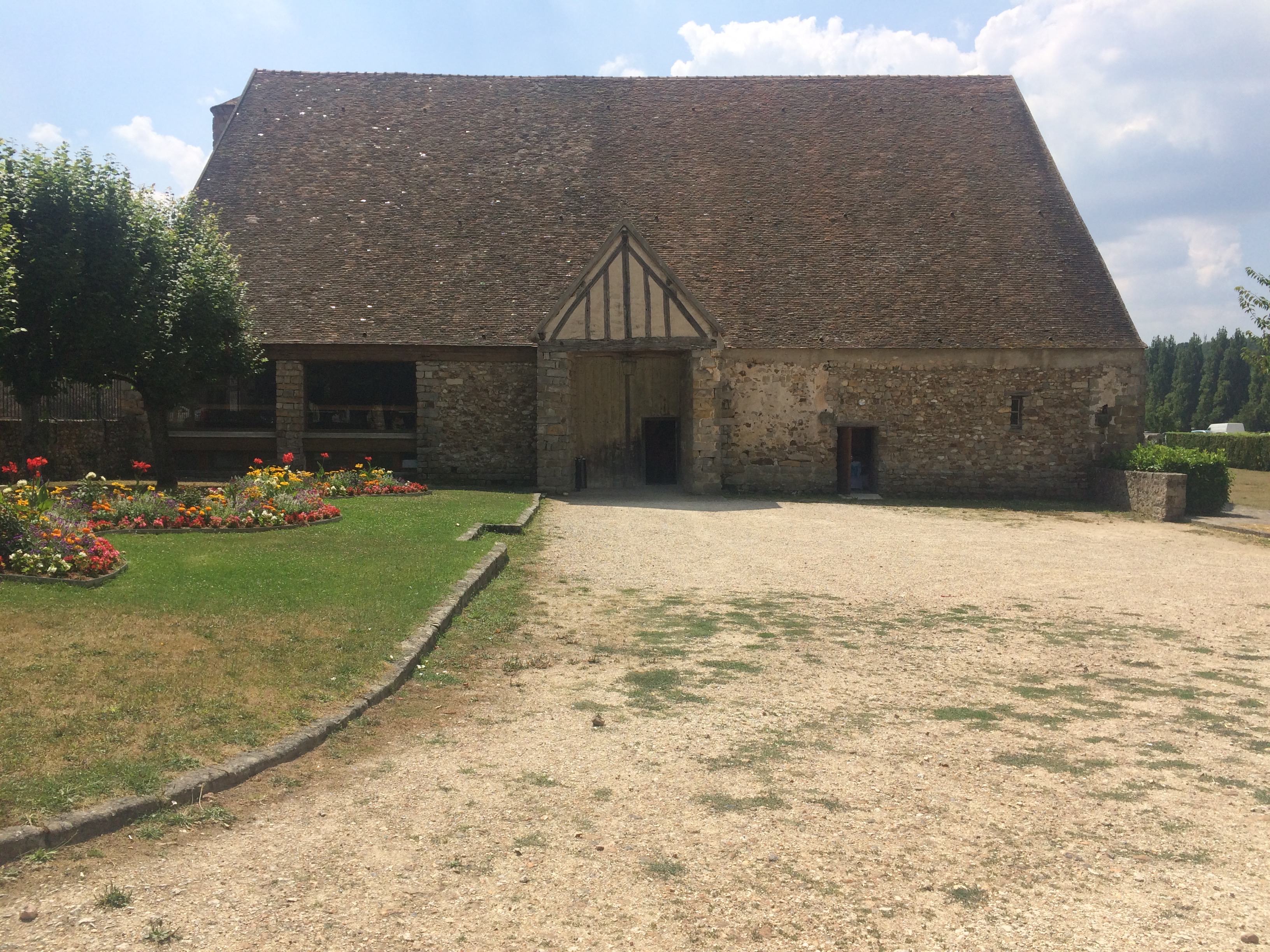
À Samoreau (Seine-et-Marne, France).
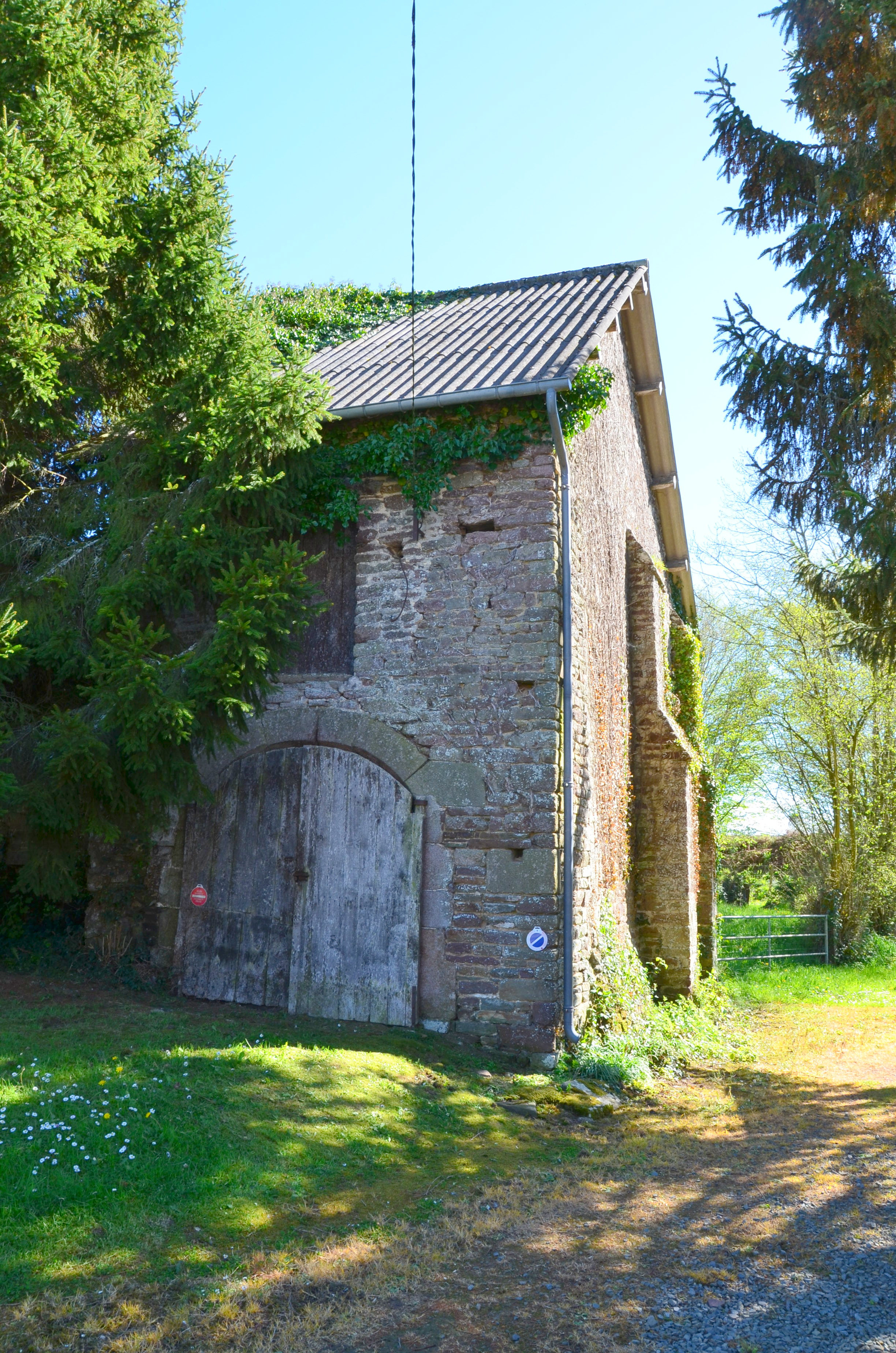
Grange dîmière Saint-Planchers.
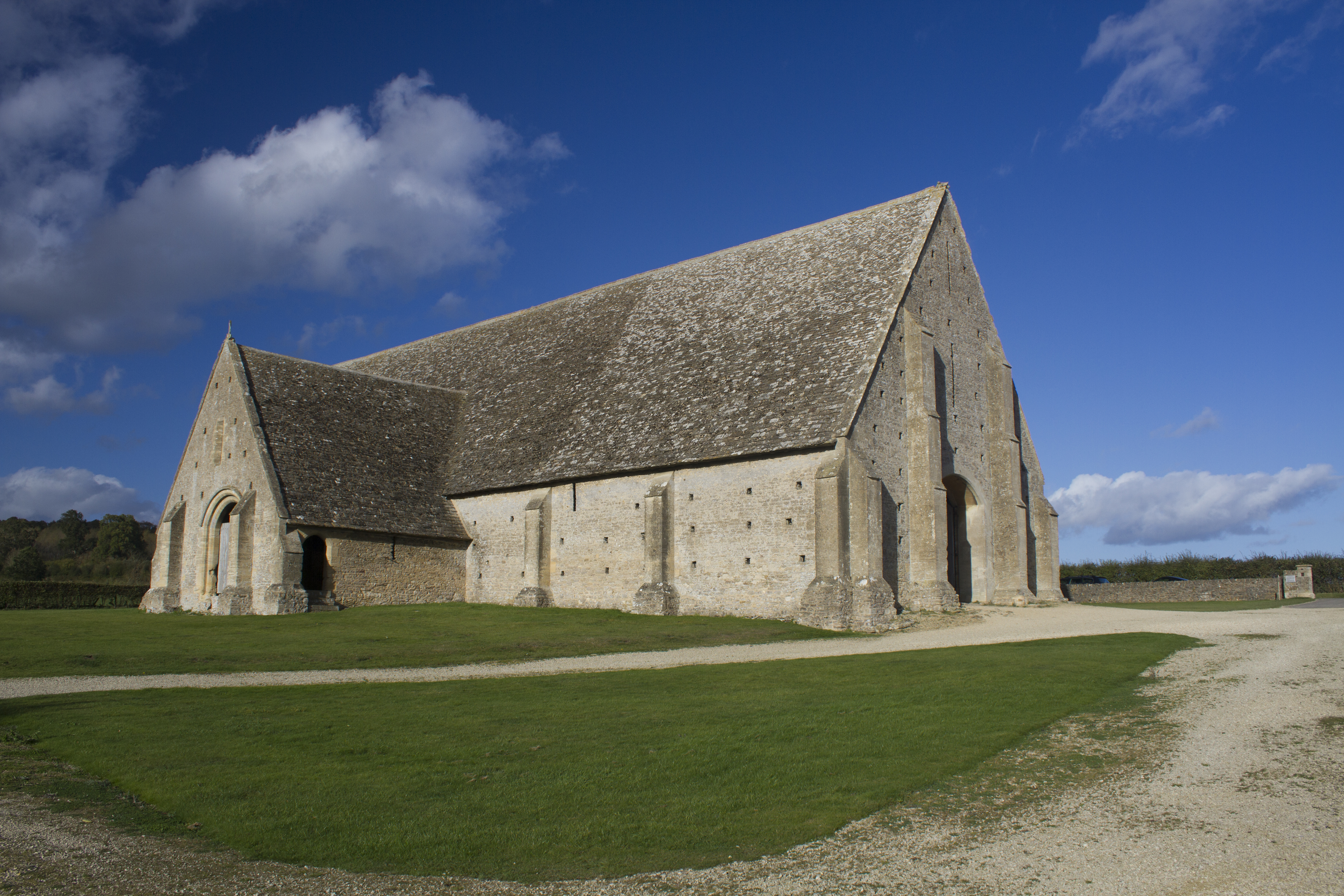
Great Coxwell Barn, Oxfordshire, Angleterre.

## Rénovations et requalifications
Leur date d'édification, très ancienne, et leur aspect monumental rendent les granges dîmières difficiles à entretenir, à l'instar des églises. Elles se trouvent généralement en milieu rural, dans de petites communes qui n'ont pas toujours les moyens de procéder à d'importantes rénovations. Certains de ces édifices ne sont donc pas mis en valeur.
Il existe cependant des exemples de valorisation particulièrement réussies :
- La grange aux dîmes de Canteloup a été démontée en 1967-1969, déplacée et reconstituée à l'abbaye Saint-Wandrille de Fontenelle (Seine-Maritime) pour y servir d'église abbatiale.
- La grange aux dîmes d'Écouen (Val-d'Oise) a été reconvertie en salle de spectacle, où l'on peut assister à des concerts, des représentations théâtrales, des projections de cinéma ou des expositions. La rénovation a été achevée en 2001.
- Une grange aux dîmes a été déconstruite et reconstruite à proximité du moulin de Dosches (Aube) près de Troyes.